# Karl von Banhans

Karl von Banhans, 1906

Karl (Freiherr von) Banhans (* 12. Juni 1861 in Kloster/Münchengrätz, Böhmen; † 15. Juni 1942 in Wien) war ein österreichischer Eisenbahnfachmann, Jurist und Politiker.

## Leben und Wirken

### 1861 bis 1914
Banhans war der Sohn des cisleithanischen Beamten und Politikers Anton von Banhans, welcher 1871–1875 als k.k. Handelsminister auch für das Eisenbahnwesen zuständig war. Er besuchte das Wiener Schottengymnasium und promovierte an der Universität Wien. 1884 trat er als Volontär ins Handelsministerium ein und machte dort Karriere. Anfangs einfacher Beamter am Rangierbahnhof Penzing, wechselte er 1886 als Conzipist ins Ministerium. Im Jahr 1898 wurde Banhans Sektionsrat im mittlerweile eigenständigen k.k. Eisenbahnministerium, 1906 war er Sektionschef. Ab 1. Jänner 1907 war er Leiter der für die verstaatlichte Kaiser Ferdinands-Nordbahn an diesem Tag neu eingerichteten k.k. Nordbahndirektion. Die Nordbahn ging von Wien doppelgleisig nach dem wichtigsten österreichischen Steinkohlelager (Ostrau-Karwiner Revier), dann spaltete sie sich in zwei Strahlen, von denen einer nach Berlin und den Ostseehäfen (also zum wichtigsten Verbündeten, dem deutschen Kaiserreich) führte, während der andere östlich die Verbindung mit Krakau, Lemberg, Ostgalizien und der Bukowina herstellte (zum Aufmarschgebiet gegen den wahrscheinlichen zukünftigen Kriegsgegner Russland). Das relativ umfangreiche Bahnnetz in Galizien und der Bukowina mit seinen 19 Abzweigungen zur russischen Grenze war vor allem durch die Förderung des Kriegsministeriums entstanden. Am 23. Jänner 1907 musste Banhans den Frachtgüterverkehr auf der Nordbahn weitestgehend einstellen lassen, da es zu einer Überlastung in Folge des Zusammentreffens sehr starken Verkehrs, außergewöhnlicher Schneeverhältnisse und Lokomotivmangels gekommen war.

Eisenbahnkarte Österreich-Ungarns zu Kriegsbeginn 1914

### Erster Weltkrieg

#### Juli 1914 bis Juni 1917 (als Direktor der Nordbahn)
Der Eisenbahnverkehr Österreich-Ungarns, der sich im Frieden auf drei voneinander politisch unabhängige Gebiete (Österreich, Ungarn und Bosnien-Herzegowina) verteilte, unterschied seit Kriegsbeginn vorschriftsmäßig zwischen Militärverkehr und Zivilverkehr. Sämtliche Militäreisenbahnbehörden sowie alle Bahnverwaltungen und Bahnen im Kriegsgebiet waren dem Chef des Feldeisenbahnwesens untergeordnet, dem wiederum im Hinterland die k.u.k. Zentraltransportleitung unterstand. Diese in Eisenbahntechnischen Fragen sehr unerfahrene Militärbehörde konnte die Leistungen der Bahnen voll in Anspruch nehmen, hielt aber oft an veralteten Anordnungen fest, ohne neue Verhältnisse und Einrichtungen zu berücksichtigen. Dies führte bereits Ende 1914 zu großen Verkehrsstockungen auf der Nordbahn, obwohl sie vor dem Krieg mit großem Aufwand für hohe Leistungsfähigkeit ausgebaut worden war. Seit dem Winter 1916/17 wurden Verkehrsstockungen immer häufiger auf der verkehrsstärksten Nordbahn. Am 5. Februar 1917 standen dort 30 mit Kohle beladene Züge still, am nächsten Tag schon 40. In Banhans' Amtszeit als Direktor der Nordbahn fielen kriegsbedingt viele Änderungen in Personalangelegenheiten. So wurde bei der Nordbahndirektion eine Eisenbahnfachschule für die Ausbildung der Beamtenanwärter geschaffen, des Weiteren wurden 1916 gemäß einem Entschluss des Eisenbahnministeriums die ersten Frauen für einfache Arbeiten und Dienstleistungen, ab 1917 auch als Fahrdienstleiterinnen eingestellt.

#### 23. Juni 1917 bis 11. November 1918 (als k.k. Eisenbahnminister)

##### 1917
Die Geschichte der österreichischen Eisenbahnen während des Ersten Weltkriegs wird in drei Phasen eingeteilt: die erste der Umstellung des Betriebs vom Friedens- zum Kriegszustand (Kriegsbeginn 1914 bis Mitte 1915) sowie die zweite der Beharrung mit deutlich eingeschränktem Zivilverkehr und vielen Notbehelfen aber einem trotzdem relativ stabilen Zustand (Mitte 1915 bis ungefähr Mitte 1917). In die dritte Phase des Verfalls (Mitte 1917 bis Kriegsende) fällt die Zeit Karl von Banhans' als k.k. Eisenbahnminister: die militärische und wirtschaftliche Lage der Mittelmächte verschlechterte sich immer mehr, die Bevölkerung hungerte und die Gefahr eines Zusammenbruchs des Eisenbahnverkehrs wurde immer größer. Am 23. Juni 1917 wurde er von Kaiser Karl I. auf Vorschlag von Ministerpräsident Ernst Seidler von Feuchtenegg, der sein Amt am gleichen Tag antrat, im Ministerium Seidler zum kaiserlich-königlichen (k.k.) Eisenbahnminister berufen. Noch im Frühsommer 1917 war Banhans mit einem drohenden Streik der Werkstättenarbeiter konfrontiert, konnte diesen aber abwenden. Bereits zu dieser Zeit ließen verschiedene Betriebserschwernisse und der Kohlemangel drastische Veränderungen notwendig erscheinen und Banhans ließ bereits im Juli 1917 einen „Notfahrplan“ für den Winterdienst 1917/18 vorbereiten, welcher dann auch im Jänner 1918 eingeführt wurde.
Ab dem 11. September 1917 rollten die Aufmarschtransporte für die 12. Isonzoschlacht, welche schließlich am 24. Oktober 1917 begann. Während des Aufmarsches wurden die Personen-, Lebensmittel- und Kohlezüge für die Zivilbevölkerung auf ein Minimum reduziert, so dass zum Beispiel der tägliche Bedarf an Kartoffeln für die Reichshauptstadt Wien nur zu 10 bis 17 % gedeckt werden konnte. Die Situation in anderen Großstädten war ähnlich. Selbst der Chef des Feldeisenbahnwesens warnte das Armeeoberkommando vor der Wiederholung einer solchen Transportleistung, da er die Nahrungsmittelversorgung der Bevölkerung gefährdet sah. Das Deutsche Reich hatte dem Verbündeten bis zum Oktober 1917 bereits mehr als 250 Lokomotiven geliehen. Vereinfacht ausgedrückt konnten die Eisenbahnen Österreich-Ungarns damals entweder eine Großoffensive mit Nachschub oder die Zivilbevölkerung mit dem Lebensnotwendigsten versorgen, beides zugleich war nicht mehr möglich. Unter diesem Eindruck setzte man im November 1917 im Eisenbahnministerium einen ständigen „interministeriellen Transportausschuss“ ein, in dem die Ministerien für Handel, Ackerbau, öffentliche Arbeiten und Volksernährung, der gemeinsame Ernährungsausschuss und die Zentraltransportleitung vertreten waren. Das Ziel war eine möglichst gleichmäßige Berücksichtigung der verschiedenen Transportbedürfnisse von Militär, Zivilbevölkerung und Industrie zu gewährleisten. Ende 1917, nach mehr als drei Jahren Kriegswirtschaft, waren bei den Bahnen die Vorräte an Ersatzteilen, Bau- und Betriebsstoffen fast erschöpft, außerdem mussten wegen Kohlemangel viele Zulieferfirmen immer wieder den Betrieb einstellen. Am 3. Dezember 1917 nahm Banhans zum ersten Mal an einem Gemeinsamen Ministerrat der Österreichisch-Ungarischen Monarchie teil und kündigte dort für 1918 erhöhte Bahntarife an, um das Budgetdefizit von rund 500 Millionen Kronen auszugleichen. Es ist bezeichnend für die zu jener Zeit vorherrschenden Kriegsverhältnisse, dass konkrete Pläne im Bereich des Eisenbahnwesens vor allem zwischen dem k.u.k. Kriegsminister und den Finanzministern besprochen wurden.

##### 1918
Der im Jänner 1918 eingeführte „Notfahrplan“ bewährte sich zwar bei der Verkehrsabwicklung, brachte aber solche Härten für die Bevölkerung, dass man ihn nur kurze Zeit beibehalten wollte. Aufgrund der allgemeinen Mangelsituation musste man ihn mit einigen Erweiterungen sogar über das Kriegsende hinaus bis zum Mai 1919 beibehalten. 1918 herrschten bei den Eisenbahnen Österreich-Ungarns unhaltbare Zustände. Die Zahl der Züge im Zivilverkehr und damit auch der verfügbaren Sitzplätze hatte sich seit Kriegsbeginn auf manchen Strecken bei annähernd gleicher Passagierzahl um fast 90 % verringert und die Züge waren deshalb generell bis auf den letzten Platz, bis auf die Wagendächer, besetzt. Es kam zu zahlreichen tödlichen Unfällen, da bei der Fahrt durch Tunnel oder unter niedrigen Brücken oft ganze Gruppen von Reisenden geköpft oder herabgestreift wurden. Die Eisenbahnverwaltungen mussten eigene Personalküchen einrichten, um ihre Angestellten mit dem Lebensnotwendigsten zu versorgen. 1918 existierten bereits 351 solcher Küchen (alleine 22 in Wien), die fast die Hälfte der rund 250.000 Bediensteten vollständig verpflegten.

Bei seiner zweiten und letzten Teilnahme an einem Gemeinsamen Ministerrat am 15. Februar 1918 in Budapest konnte Banhans nur zusammen mit dem königlich-ungarischen Eisenbahnminister den Abbau des militärischen Eisenbahnbetriebs anregen, grundsätzlich scheint man unter den Ministern von einem absehbaren Ende des Krieges wegen des Zusammenbruchs des Russischen Kaiserreiches ausgegangen zu sein. Im März 1918 ließ Banhans die Eisenbahnstrecke Linz-Wien durch einen Hilfsverkehr mit Hilfe der Donauschifffahrt entlasten. Mitte 1918 brach auf den nordöstlichen Bahnlinien ein Streik aus, der aber nur kurz andauerte. Zu diesem Zeitpunkt begann sich auch die Spanische Grippe auszubreiten, bis zum 20. Oktober 1918 waren fast 14 % (rund 35.000 Personen) des Verkehrspersonals erkrankt. Im Juli 1918 kam es zu einem Regierungswechsel im cisleithanischen Teil der Monarchie, aber Banhans blieb auch im Ministerium Hussarek Eisenbahnminister, sowie ab dem 27. Oktober 1918 im letzten kaiserlichen Kabinett bis zu dessen Entlassung am 11. November 1918. Seit dem 20. Oktober hatten die Meldungen vom Zusammenbruch aller Fronten begonnen und seit dem 28. Oktober 1918 war der Eisenbahnwarenverkehr mit den neuen Staaten und Ungarn gesperrt oder zumindest gestört. Das Eisenbahnministerium regte daraufhin zur Aufrechterhaltung des Eisenbahnverkehrs die Entsendung von bevollmächtigten Eisenbahnfachleuten dieser Länder an. Der Vorschlag wurde angenommen, schließlich waren alle diese Staaten aufs engste wirtschaftlich miteinander verknüpft. Am 7. November nahm ein „Gemeinsames Verkehrskomitee“ aller neuen Staaten in Wien die Arbeit auf. Schließlich leitete Banhans vor seinem Abschied noch eine logistische Meisterleistung der österreichisch-ungarischen Eisenbahner im Ersten Weltkrieg ein: sie schafften es trotz widrigster Verhältnisse jeder Art, in rund vier Wochen die von den Kriegsschauplätzen meistens auf eigene Faust zurückflutenden Millionen Soldaten der k.u.k. Streitkräfte in ihre Heimat zu transportieren.

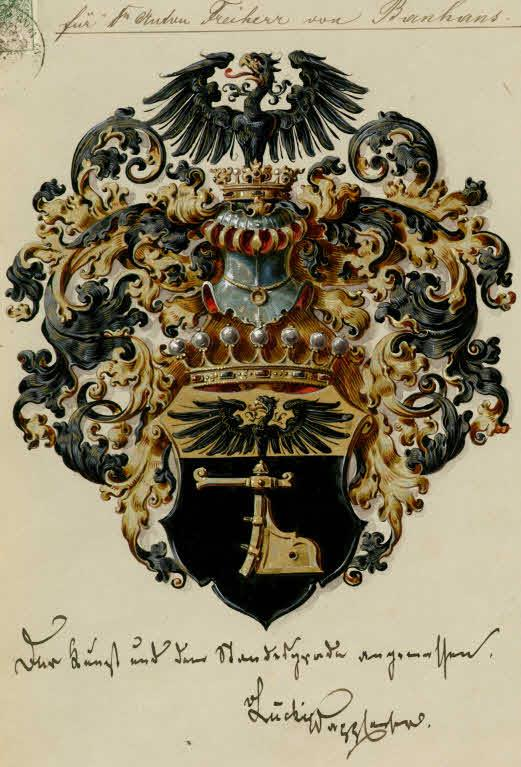
Wappen der Freiherren von Banhans

### Nach dem Ersten Weltkrieg
Banhans soll die Übernahme der Funktion eines Verkehrsministers in der Ersten Republik abgelehnt haben, sonst wäre er vielleicht der letzte Eisenbahnminister der Monarchie und der erste Verkehrsminister der Republik geworden. Die Ablehnung erscheint plausibel, da die Ausübung einer politischen Funktion in der Ersten Republik von vielen Beamten, Offizieren oder Funktionsträgern der Monarchie als nicht mit der Standesehre vereinbar betrachtet und daher verweigert wurde. Mit dem Inkrafttreten des am 3. April 1919 beschlossenen Adelsaufhebungsgesetzes fiel Banhans' Freiherrentitel weg.
In der Republik Österreich war er ab 22. September 1923 Vizepräsident der Verwaltungskommission der Österreichischen Bundesbahnen, die die im neuen Staat liegenden Strecken der k.k. Staatsbahnen betrieb. Diese Besetzung rief umgehend Kritik der Opposition im Österreichischen Nationalrat hervor, da Banhans gleichzeitig auch Präsident des Unternehmens „Aktiengesellschaft für Eisenbahnbedarf“ (AFEB) war. Die AFEB erhielt in den folgenden Jahren größere Aufträge von den Bundesbahnen und lieferte Stahlgüsse, Achsbüchsen und Lokomotivmaterial. Seit Ende 1924 kam es zu Scheingeschäften mit Dollarschecks zwischen AFEB und der Wiener „Allgemeine Compaßbank Aktiengesellschaft“, diese Manipulationen führten 1928 zum Zusammenbruch von Compaßbank sowie der AFEB. Im Juni 1928 wurden wegen Verdachtes der Krida und des Betruges zwei Direktoren der AFEB, die Brüder Julius und Nikolaus Biedermann, sowie zwei Direktoren der Compaßbank verhaftet. Banhans beteuerte mehrmals, dass er von den Manipulationen keine Ahnung gehabt hätte.
1929/30 war Karl Banhans in die sogenannte „Strafella-Affäre“ verstrickt. Als Georg Günther, der Präsident der Verwaltungskommission der Österreichischen Bundesbahnen, am 1. Oktober 1929 noch vor Ablauf seiner Funktionsperiode zurücktrat, begann ein politisches Tauziehen um diesen Posten. Banhans war durch den AFEB-Skandal zwar politisch angeschlagen, war aber immer noch ein angesehener Eisenbahnfachmann und so wurde er im März 1930 (nach einem fast sechsmonatigen Interregnum) zum Präsidenten der Verwaltungskommission der Österreichischen Bundesbahnen bestellt. Diese nicht-politische, ausschließlich fachliche Funktion im Eisenbahnbereich war für einen ehemaligen k.k. Minister annehmbar. Er bekleidete dieses Amt nur bis 2. Oktober 1930, sein direkter Nachfolger auf diesem Posten war Engelbert Dollfuß (bis 18. Jänner 1931).
Karl Banhans war mit der von den NS-Machthabern als Jüdin verfolgten Eugenie Banhans, geborene Léon von Wernburg (7. Dezember 1867–22. August 1942), verheiratet. Durch Banhans' Tod verlor seine Ehefrau den Schutz der „Mischehe“ und war nun den Verfolgungsmaßnahmen ungemindert ausgesetzt. Sie wurde vier Wochen nach dem Tod ihres Mannes aus beider Wohnung in Wien 1., Teinfaltstraße 3, am 13. August 1942 nach Theresienstadt deportiert, wo sie am 22. August 1942 ums Leben kam.
Karl Banhans wurde am Hietzinger Friedhof in einem ehrenhalber gewidmeten Grab bestattet.

## Orden, Auszeichnungen und Ehrungen
- Orden der Eisernen Krone I. Klasse
- Großkreuz des Franz-Joseph-Ordens mit der Kriegsdekoration
- Kriegskreuz für Zivilverdienste I. Klasse
- Ritter des Österreichisch-kaiserlichen Leopold-Ordens
- Verdienstkreuz vom Roten Kreuze mit der Kriegsdekoration
- Jubiläumskreuz für Zivilstaatsbedienstete
- Jubiläumsmedaille für Zivilstaatsbedienstete
- Magistralritter des souveränen Malteserordens

- Geheimer Rat

In Strasshof an der Nordbahn unweit von Wien besteht eine Banhansgasse.
Quelle: